# Сва имена
Сва имена (порт. Todos os Nomes, 1997) роман је португалског Нобеловца Жозеа Сарамага. 

## О књизи
Снажна алегорија о апсурдности човекових прегнућа и истовремено још један Сарамагов књижевни подвиг у којем доминирају раскошан стил, густ текст са бројним метафорама, мудрим и духовитим коментарима, уз особену синтаксу и препознатљив отклон од важећих правописних правила. Главно место радње овог кафкијанског романа је Централни регистар матичне службе, са својом строгом хијерархијом и армијом безимених чиновника који у лавиринту картотека, кад траже неки документ, морају да вуку за собом „Аријаднин конац“ како би успели да се врате. Међу њима се издваја само Господин Жозе, једини лик који има име. Ни он ни други људи у роману немају психолошке карактеристике, не знамо колико су стари, не знамо чак ни како изгледају. Кад не обавља свој досадан писарски посао, Господин Жозе упражњава необичан хоби: крадом од надређених узима из Регистра фасцикле и из њих вади исечке из новина о познатим личностима. Једном приликом случајно ће узети фасциклу непознате жене, чија ће судбина почети да га опседа. Иако зна како може да је пронађе, он то не жели јер му веће уживање од проналажења представља трагање за појединостима из њеног живота, што ће га одвести у многе, чак и опасне авантуре.

## Оцене дела
„Снажна парабола о апсурдности човекових прегнућа.“ 

Роберт Ирвин, The New York Times
„Сва имена су још један Сарамагов књижевни подвиг. Раскошан стил, густ текст са бројним метафорама, уз особену синтаксу и правопис – и у овом роману су препознатљиве одлике португалског писца, који нас увек изнова приморава да трагамо за објектом у реченици испуњеној бројним дигресијама, али увек мелодичној и ритмичној, зачињеној мудрим и духовитим Сарамаговим коментарима који делују као изреке.“

 Марија Жозе Родригес де Оливеира